# Samba Diakité
Samba Diakité (Montfermeil, 24 gennaio 1989) è un ex calciatore maliano, di ruolo centrocampista.

## Carriera

### Nazionale
Tra il 2012 ed il 2013 ha preso parte a due edizioni consecutive della Coppa d'Africa (entrambe chiuse con un terzo posto) con la nazionale maliana, con la quale nell'arco del biennio in questione ha disputato in totale 9 partite.